# Liste des comédiens ayant participé à la version française de l'anime Naruto
La liste des comédiens ayant participé à la version française de l'anime Naruto et Naruto Shippûden présente les personnages des deux animes cités ci-dessus avec leur doublage respectif.

## Fiche technique
Le doublage français de Naruto a été réalisé par le studio Made in Europe en Belgique sous la direction artistique de Jean-Pierre Denuit (épisodes 1 à 106), Emmanuel Lienart (épisodes 107 à 156) et Julie Basecqz dans le studio Sonciville (épisodes 157 à 220).
Le doublage français de Naruto Shippuden a été réalisé par le Studio Chinkel en Belgique également sous la direction artistique de Julie Basecqz.

## Liste des comédiens
| Personnages | Voix françaises       |
| --- | --------------------- |
| Naruto Uzumaki | Carole Baillien       |
| Sasuke Uchiwa - Sagi - Bisuke - Toki - Menma - Karatsuki | Christophe Hespel     |
| Kakashi Hatake - Todoroki | Lionel Bourguet       |
| Sakura Haruno | Maia Baran            |
| Kushina Uzumaki | Prunelle Rosier       |
| Iruka Umino - Shino Aburame - Kakuzu - Daimyô de Ci - Ganryû - Izumo Kamizuki - Tobi - Obito Uchiwa - Madara Uchiwa - Tenji | Alexandre Crépet      |
| Ino Yamanaka - Pakura - Mina - Moegi (voix de remplacement) - Hanabi Hyûga | Alexandra Corréa      |
| Shikamaru Nara - Rock Lee - Udon - Akamaru | Jean-Pierre Denuit    |
| Chôji Akimichi - Kankurô - Mizuki - Yotaka - Kirisame - Torifu Akimichi - Daimaru - Riichi - Condor - Aoï Rokushô - Jûgo - Tobirama Senju (épisode 211 de Shippuden) | Thierry Janssen       |
| Kiba Inuzuka - Neji Hyûga - Kimimaro (quatrième grande guerre) - Akamaru (forme de l'homme-bête) | Xavier Percy          |
| Hinata Hyûga - Tenten - Kurotsuchi (épisode 280 de Shippuden) | Élisabeth Guinand     |
| Gaara - Ebisu - A (3e Raikage) - A (4e Raikage) - Kikunojô - Mizore Fukuyuma - Iwashi Tatami - Kongô - Raïga Kurosuki - Aoba Yamashiro - Gamahiro - Shukaku (Ichibi) | Tony Beck             |
| Temari - Shizune - Yoshino Nara - Yûgao Uzuki - Kurotsuchi - Ranmaru | Claire Tefnin         |
| Karin - Temari (épisode 1 à 32 de Shippuden) | Cathy Boquet          |
| Shizune (Shippuden) | Géraldine Frippiat    |
| Gaï Maito | Bruno Georis          |
| Kurenaï Yûhi - Suzumebachi - Masako - Ran - Mabui - Haruna - Mebuki Haruno - Ruka - Natsuhi - Hana Inuzuka - Sukui - Koyuki Kazahana - Matsuri - Haku (épisodes 261 à 266 de Shippuden) | Marcha Van Boven      |
| Ibiki Morino - Asuma Sarutobi - Enma - Kaji - le capitaine du vaisseau fantôme (épisode 225 de Shippuden) | Robert Dubois         |
| Hiruzen Sarutobi, 3e Hokage | Jean-Paul Landresse   |
| Jiraya - Hotarubi | Olivier Cuvellier     |
| Orochimaru - Gamakichi - Zaku Abumi - Gatô - Jirôbô - Hokushin - Yurinojo - Kakkô - Murakumo Kurama - Sakumo Hatake - Zôri - Chûshin - Zetsu (épisode 73 de Shippuden) | Peppino Capotondi     |
| Tsunade | Laurence César        |
| Kabuto Yakushi - Hayate Gekko - Karatsuki - Ichi (film 3 de Shippuden) - Genshô Ryûdôin - Mukade (film 4 de Shippuden) | Romain Barbieux       |
| Zabuza Momochi - Dosu Kinuta - Fugaku Uchiwa - Baki - Sôsetsu Kazahana - Misumi Tsurugi - Hôki Takumi - Furido - Hiruko (film 3) - Shinnô (film 2) - Danzô Shimura | Mathieu Moreau        |
| Anko Mitarashi - Haku - Sakura Haruno (dans les épisodes 157 à 208 de Shippuden) | Nathalie Hugo         |
| Hiashi Hyūga - Hizashi Hyūga - Tobirama Senju (2e Hokage) - Jiga - Fûdo - Dotô Kazahana - Baji - Korega | Martin Spinhayer      |
| Shikaku Nara - Hashirama Senju (1er Hokage) | Gaëtan Wiernik        |
| Sakon - Ukon - Genma - Raidô | Grégory Praet         |
| Kidômaru | Abderahman El Asri    |
| Kimimaro Kaguya | Nicolas Dubois        |
| Tayuya | Isabelle Paternotte   |
| Minato Namikaze, le 4e Hokage | Gauthier de Fauconval |
| Tazuna - Pakkun - Nagare - Sadaï - Hanzaki - Nekomata | Bruno Bulté           |
| Moegi | Coralie Vanderlinden  |
| Kotetsu Hagane - Bunzô - Maroï - Tanzô - Shisô - San - Hayate Gekkô (arc quatrième grande guerre ninja) - Nagato/Pain (Naruto) - Hiruzen Sarutobi (jeune adulte) | David Manet           |
| Konoha-Maru Sarutobi - Hishaku | Stéphane Flamand      |
| Ayame - Kin Tsuchi - Kotohime - Tsunami - Ryûzetsu - Yugito Ni | Jennifer Baré         |
| Inari - Nawaki - Mizura - Mère de Nagato - Katsuyu - Hibachi | Ioanna Gkizas         |
| Gamabunta - Shibi Aburame - Hidan - Jakô - Kazan (film 5) - Disonasu - Shabadaba (film 3) - Chen | Jean-Marc Delhausse   |
| Itachi Uchiwa - le père de Nagato - Sukune - Minoji - Shigure - Amachi - Santa Yamanaka - Inoichi Yamanaka (voix de remplacement) - Daimyô du Feu - Gengetsu Hôzuki (2e Mizukage) | Laurent Vernin        |
| Kisame Hochigaki - Renga - Mahiru (film 3) - Kagari - Kizashi Haruno - Oboro - Kakashi Hatake (2e voix) | Jean-Michel Vovk      |
| Kakashi Hatake (film 2 de Shippuden) - Rasa (4e Kazekage) - Inoichi Yamanaka | Franck Dacquin        |
| Kurama (Kyûbi) - Nadare Rôga - Akahoshi - Shiranami - Ishidate - Chôza Akimichi - Ao - Gyûki | Philippe Résimont     |
| Homura Mitokado - Genzô - Kagerô - Chûkaku - Teuchi - Kosuke Maruboshi | Michel Gervais        |
| Orochimaru (corps de femme) | Muriel Buki           |
| Ryugan | Sébastien Fayard      |
| Akio - Ensui Nara - Yûdachi - Hikaru Tsuki - Kinkaku - Dan Katô (Shippuden) - Obito Uchiwa (jeune) | Alessandro Bevilacqua |
| Deidara | Valéry Benjilali      |
| Sasori - Fukasaku - Yaoki - Dosu Kinuta (épisode 307 de Shippuden) - Son Gokû (Yonbi) | Pierre Bodson         |
| Ebizô - Zetsu noir et blanc - Midare - Michiru Tsuki - Mizuki (épisode 327 de Shippuden) | Jean-Paul Clerbois    |
| Yamato | Laurent Van Wetter    |
| Chiyo (princesse) - Ino (voix de remplacement) - Chiyo (de Suna) - Miroku - Naho - Maki - Ni - la mère de Chôji - Karenbana - Mebuki Haruno (film 6 de Shippuden) - Tamaki - Hana Inuzuka (épisode 307 de Shippuden) - Yakumo Kurama - Shima - Mikoto Uchiwa - Shizuka - Amaru - Hinoko - Tayuya (épisode 255 et 260 de Shippuden) - Konan - Meï Terumî - Lin Nohara - Gaï Maito (enfant) - Hotaru - Yûkimaru - Yome -Killer Bee (jeune) - Kakashi Hatake (enfant) - Gaara (enfant) | Julie Basecqz         |
| Saï - Sumaru | Maxime Donnay         |
| Utakata - Fukai | Bruno Mullenaerts     |
| Sora - Yahiko - Tobirama Senju | Pierre Lognay         |
| Guren | Laurence Stevenne     |
| Gamatatsu (épisode 94) | Nathalie Stas         |
| Dan Katô - Killer Bee - Kagami Uchiwa - Muku - Chôjurô - | Frédéric Meaux        |
| Scar | Enzo Ysah             |